# Lazebník sibiřský
Lazebník sibiřský (rusky Сиби́рский цирю́льник, Sibirskij cirjulnik, italsky Il barbiere di Siberia, francouzsky Le barbier de Sibérie) je ruský film režiséra Nikity Michalkova natočený v roce 1998 v rusko-francouzsko-italsko-české koprodukci. Scénář k filmu napsal Michalkov s Rustamem Ibragimbekovem. Hlavní role hrají Oleg Meňšikov a Julia Ormondová.

## Děj
Děj se odehrává ve dvou liniích. Ta novější se odehrává v roce 1905 ve výcvikovém táboře armády Spojených států amerických, kde si jeden z kadetů pověsí ve stanu obraz Wolfganga Mozarta a následně kvůli tomu čelí šikaně nevzdělaného seržanta O'Learyho.
Druhá, hlavní dějová linie je vyprávěna kadetovou matkou Jane Callahanovou (Julia Ormondová), která ji jakoby píše svému synovi v dopise. Vypráví o příběh tom, jak se Jane Callanová nechala v roce 1885 najmout umanutým inženýrem Douglasem McCrackenem (Richard Harris), který se snaží vytvořit parní stroj k automatickému kácení sibiřských lesů pojmenovaný „Lazebník sibiřský“ a došly mu peníze. Jejím úkolem bylo přijet do Moskvy, kde v té době vládl car Alexandr III. Alexandrovič, hrát roli McCrackenovy dcery a pomoci mu přesvědčit odpovědné činitele, aby mu dali peníze na dokončení stroje. Ještě ve vlaku se ovšem náhodou seznámí s kadetem Andrejem Tolstojem (Oleg Meňšikov) a zamilují se do sebe. Ukáže se, že Janiným úkolem je okouzlovat generála Radlova (Alexej Petrenko), Andrejova nadřízeného. To se jí daří a Radlov se u knížete přimluví, takže ten svolí k financování McCrackenova stroje. Jenže míra zájmu Radlova jde tak daleko, že ji chce požádat o ruku. Vezme si s sebou na pomoc Andreje, ale ten generála předběhne a žádost o ruku vyjádří sám za sebe. To generála rozzuří, ovšem nemůže Andreje okamžitě potrestat, protože žádný jiný kadet nedokáže zazpívat part Figara na slavnostním představení následující den, kam je pozvána smetánka v čele s velkoknížetem. Jane Andreje vyhledá, vyzná mu svou lásku, svěří mu okolnosti svého života ve lži a stráví s ním noc. Druhý den se koná představení. Andrej ovšem o přestávce zaslechne Jane, jak generála přesvědčuje, že o Andreje vůbec nestojí. To Andreje zdrtí, takže se pokusí utéct a po přestávce jej na jeviště ostatní dotáhnou skoro násilím. Jane k němu v jednu chvíli mluvila přes dveře a tak věří, že ho přesvědčila, ale ve skutečnosti byl už dávno z místnosti venku a neslyšel ji. Andrej sice začne svůj part, ale pak vytrhne hudebníkovi v orchestřišti smyčec a začne jím bít Radlova. Je zadržen a hrdost mu nedovolí přiznat opravdové pohnutky, takže veřejně v novinách je incident pojednán jako o pokus o atentát na velkoknížete, jemuž Radlov zabránil vlastním tělem. U soudu se Andrej k atentátu přizná a je odsouzen k sedmi letům nucených prací a dalším pěti letům vyhnanství na Sibiři. Jane se k němu už nedokáže dostat, nepustí ji ani do vězení, ani na Sibiř. Ve snaze opět ho potkat se vdá za McCrackena, ovšem dokončení stroje a obstarání povolení vyzkoušet stroj na Sibiři trvá deset let. Když pak Jane najde Andrejův dům, sám Andrej je pryč, ale Jane z vybavení pochopí, že Andrej už má rodinu a děti a na její vztah s ním už je tedy pozdě. Odjíždí, aniž by jej znovu potkala.
Nakonec se divák dozví, že tvrdohlavý americký kadet je syn Jane a Andreje.

## Obsazení
| Julia Ormondová                | Jane Callahanová               |
| Oleg Jevgeňjevič Meňšikov      | Andrej Tolstoj                 |
| Alexej Vasiljevič Petrenko     | generál Radlov                 |
| Richard Harris                 | Douglas McCracken              |
| Vladimir Adolfovič Iljin       | kapitán Mokin                  |
| Marat Alimžanovič Bašarov      | Palijevskij                    |
| Nikita Dmitrijevič Tatarenkov  | Alibekov                       |
| Georgij Alexandrovič Dronov    | Nazarov                        |
| Arťom Nikitič Michalkov        | Buturlin                       |
| Daniel Olbrychski              | Kopnovskij                     |
| Marina Mstislavovna Nějolovová | Tolstého matka                 |
| Avangard Nikolajevič Leonťjev  | strýc Nikolaj                  |
| Anna Nikitična Michalkova      | Duňaša                         |
| Robert Hardy                   | Forstěn                        |
| Elizabeth Spriggsová           | Perepjolkina                   |
| Nikita Michalkov               | car Alexandr III. Alexandrovič |
| Ezabel Reno                    | carevna                        |
| Jevgenij Jurjevič Stěblov      | velkokníže                     |
| Inna Nabatova                  | velkokněžna                    |
| Filipp Ďjačkov                 | Michail Alexandrovič           |
| Vladimir Ivanovič Zajcev       | pobočník velkoknížete          |
| Viktor Alexandrovič Veržbickij | pobočník Radlova               |
| Leonid Vjačeslavovič Kuravljov | seržant Bukin                  |
| Alexandr Sergejevič Leňkov     | vědec                          |
| Alexandr Adolfovič Iljin       | obchodník                      |
| Jevgenij Vaclavovič Dvoržeckij | terorista                      |
| Vladimir Tuško                 | dirigent                       |
| Alexandr Anatoljevič Mochov    | důstojník v Butyrce            |
| Vladimir Ivanovič Gorjušin     |                                |
| Olga Jevgeňjevna Anochina      |                                |
| Alexandr Anatoljevič Jakovlev  |                                |
| Taťjana Jevgeňjevna Kuzněcova  |                                |